# Sarcófago
Sarcófago (v překladu z portugalštiny sarkofág) byla brazilská thrash/black/death metalová kapela založená v roce 1985 ve městě Belo Horizonte kytaristou a zpěvákem Wagnerem Lamounierem poté, co byl vyhozen ze Sepultury. Aktivní byla v letech 1985–1987 a 1989–2000, celkem vydala čtyři dlouhohrající desky. V roce 2006 původní členové kapely bez Wagnera Lamouniera hráli v Brazílii pod jménem ‘‘Tributo ao Sarcófago‘‘ (Pocta pro Sarcófago).
V roce 1986 vyšla první demonahrávka The Black Vomit, debutové studiové album s názvem I.N.R.I.  bylo vydáno v roce 1987.

## Diskografie
Dema
- The Black Vomit (1986)
- Satanic Lust (1987)
- Christ's Death (1987)
- Rehearsals 89 (1989)

Studiová alba
- I.N.R.I. (1987)
- The Laws of Scourge (1991)
- Hate (1994)
- The Worst (1996)

EP
- Rotting (1989)
- Crush, Kill, Destroy (1992)
- Crust (2000)

Kompilační alba
- Decade of Decay (1995) – kompilace sestavená kapelou k 10. výročí založení
- Die... Hard! (2015) – kolekce skladeb z demonahrávek[1]

Split nahrávky
- Warfare Noise (1986) – společně s brazilskými kapelami Holocausto, Mutilator a Chakal

Samplery
- The Lost Tapes of Cogumelo (1990) – společně s brazilskými kapelami Sepultura, Overdose, Holocausto, Mutilator a Chakal[2]